# ماريون سانشاين
ماري تونستال إيجاميس (15 مايو 1894 - 25 يناير 1963) ممثلة وكاتبة أغاني أمريكية عرفت بإسم ماريون سانشاين. عملت خلال شبابها في العديد من الأفلام والمسرحيات الموسيقية على برودواي، بالإضافة إلى عروض الفودفيل والمنوعات في ثلاثينيات القرن العشرين، شاركت في ما يسمى بـ "جنون الرومبا" وترجمت كلمات العديد من أغاني الموسيقى اللاتينية.

## حياتها ومسيرتها المهنة
ولدت ماري في لويزفيل بولاية كنتاكي في 15 مايو 1894. بعد انتقالها إلى مدينة نيويورك في سن مبكرة، غنت في مسرحيات برودواي الموسيقية بين عامي 1908 و1916 ظهرت في عدة أفلام وفي العديد من عروضها مع أختها فلورنس تيمبيست.
عملت كممثلة فودفيل، وكاتبة أغاني لإدوارد بي ماركس. في عام 1922، أثناء عملها في فرقة زيغفيلد فوليز، ارتبطت عاطفيًا برجل الأعمال الكوبي يوسيبيو أزبيازو، المعروف في مشهد الموسيقى اللاتينية باسم دون أنتوبال. كان شقيقه جوستو أنخيل أزبيازو، المعروف باسم دون أزبيازو، قائد فرقة بارز في هافانا. أصبحت نسخة عام 1930 من أغنية "بائع الفول السوداني" التي سجلتها أوركسترا كازينو هافانا التي تضم أنطونيو ماشين على الغناء أول أغنية تباع بمليون نسخة في تاريخ الموسيقى اللاتينية. ترجمت سانشاين الكلمات إلى الإنجليزية، كما فعلت لاحقًا مع أغاني الرومبا الأخرى مثل "مانجو مانجو". في ديسمبر 1930، تزوجت من دون أنتوبال، واستمرت في مشاركتها في مشهد الرومبا، مما أكسبها لقب "سيدة الرومبا". بالإضافة إلى ذلك، كتبت العديد من معايير الجاز مثل "عندما أشعر بالضعف، أشعر بالنشوة"، التي سجلتها إيلا فيتزجيرالد مع تشيك ويب في عام 1936.
توفيت سانشاين في مدينة نيويورك في 25 يناير 1963، عن عمر يناهز 68 عامًا.

## بعض أعمالها
- الفتاة الحمراء (1908)
- السيد جونز في الحفلة (1908)
- صحوتها (1911)

## روابط خارجية
- ماريون سانشاين في قاعدة بيانات الأفلام على الإنترنت